# Leo Welch
 (juin 2022).
La mise en forme du texte ne suit pas les recommandations de Wikipédia : il faut le « wikifier ».
Les points d'amélioration suivants sont les cas les plus fréquents :
- Les titres sont pré-formatés par le logiciel. Ils ne sont ni en capitales, ni en gras.
- Le texte ne doit pas être écrit en capitales (les noms de famille non plus), ni en gras, ni en italique, ni en « petit »…
- Le gras n'est utilisé que pour surligner le titre de l'article dans l'introduction, une seule fois.
- L'italique est rarement utilisé : mots en langue étrangère, titres d'œuvres, noms de bateaux, etc.
- Les citations ne sont pas en italique mais en corps de texte normal. Elles sont entourées par des guillemets français : « et ».
- Les listes à puces sont à éviter, des paragraphes rédigés étant largement préférés. Les tableaux sont à réserver à la présentation de données structurées (résultats, etc.).
- Les appels de note de bas de page (petits chiffres en exposant, introduits par l'outil «  Source ») sont à placer entre la fin de phrase et le point final[comme ça].
- Les liens internes (vers d'autres articles de Wikipédia) sont à choisir avec parcimonie. Créez des liens vers des articles approfondissant le sujet. Les termes génériques sans rapport avec le sujet sont à éviter, ainsi que les répétitions de liens vers un même terme.
- Les liens externes sont à placer uniquement dans une section « Liens externes », à la fin de l'article. Ces liens sont à choisir avec parcimonie suivant les règles définies. Si un lien sert de source à l'article, son insertion dans le texte est à faire par les notes de bas de page.
- La présentation des références doit suivre les conventions bibliographiques. Il est recommandé d'utiliser les modèles {{Ouvrage}}, {{Chapitre}}, {{Article}}, {{Lien web}} et/ou {{Bibliographie}}. Le mode d'édition visuel peut mettre en forme automatiquement les références.
- Insérer une infobox (cadre d'informations à droite) n'est pas obligatoire pour parachever la mise en page.

Pour une aide détaillée, merci de consulter Aide:Wikification.
Si vous pensez que ces points ont été résolus, vous pouvez retirer ce bandeau et améliorer la mise en forme d'un autre article.
 (juin 2022).
Le contenu est difficilement compréhensible vu les erreurs de traduction, qui sont peut-être dues à l'utilisation d'un logiciel de traduction automatique.
Leo Welch, aussi connu comme Leo "Bud" Welch, est un musicien américain, né le 22 mars 1932 à Sabougla Mississippi. C’est un chanteur, un auteur-compositeur et un guitariste de blues gospel. Multi-instrumentiste, il joue de la guitare, du violon et de l’harmonica. Il travaille dans les champs de coton puis comme bûcheron. Il ne connaît la notoriété qu’à la fin de sa vie. Il commence sa carrière d’enregistrement de disque et lance son premier album en 2014 alors qu’il a 81 ans. Son second album I Don't Prefer No Blues (en) est lancé en 2015. Il est mort le 19 décembre 2017 .

## Biographie
Leo “Bud” Welch naît le 22 mars 1932 dans la ville de Sabougla, une petite ville du comté de Calhoun, Mississippi (État). Sa famille comprend 12 enfants, il a quatre frères et 7 sœurs. Sa famille en est une de métayer et très jeune, il participe aux travaux agricoles. Il deviendra bûcheron lorsque les énormes moissonneuses-batteuses sont apparues.
À l’âge de 12 ans, il prend une guitare pour la première fois, une guitare à une corde faite maison puis il emprunte celle de son cousin R.C Welch qui lui apprend à en jouer. Sa musique naît dans les champs de coton
dans le delta du Mississippi. Il montre du talent pour la musique, prenant des airs qu’il entend à la radio et les jouant pour sa famille et ses amis. Son répertoire, à ce moment-là, consiste surtout en standards de la radio et du blues. Il commence à jouer de la musique gospel pendant les services à la Sabougla Missionary Baptist Church à l’âge de 13 ans. Chemin faisant, il apprend aussi le violon et l’harmonica. Il joue un peu partout, dans les rassemblements, les pique-niques, les partys, les bars dansants où il interprète principalement des classiques du blues avec des accents de gospel.
En 1951, il déménage à Bruce (Mississippi) où il travaille comme bûcheron de l’aube à la tombée du jour tout en continuant à jouer dans les églises. Toujours au début des années 1950, il se rend au bar le Blue Angel Ballroom où il fait souvent la première partie d’artistes comme B. B. King, Howlin' Wolf, Elmore James et John Lee Hooker. À un certain moment, King invite Welch à aller à Memphis et à auditionner pour jouer dans son groupe. Welch, n’ayant pas l’argent pour le faire — King refusant de payer le voyage — reste plutôt proche de sa famille, de son église et de sa famille «...he turned down the chance to work with the legendary B.B. King, choosing to stay close to his family, his church and the town he loves».
Au milieu des années 1970, il travaille de plus en plus comme musicien et il joue « un mélange tumultueux de gospel, de Delta blues électrique et de Hill Country blues, le tout servi avec une voix presque sépulcrale et une guitare souvent surexcitée ! » Autour de 1975, alors que le blues est en perte de vitesse, Leo Bud Welch se tourne vers les églises de sorte qu’il développe un style hybride de blues gospel : le grain et les gémissements du blues se mêlant à l’énergie passionnée du gospel, emblématique de son style : «... developing a raw hybrid style that had the grit and moan of the blues laid under the urgent, passionate energy of call-and-response gospel». Il performe presque exclusivement dans le réseau des églises du Mississippi et du Sud. Il sort ainsi des radars et cela peut expliquer pourquoi il n’a pas été découvert plus tôt. Il continue à chanter avec les groupes de gospel comme le Sabougla Voices et le Skuna Valley Male Chorus. Il anime aussi pendant 27 ans l’émission The Black Gospel Express TV show sur WO7BN-TV. Bien avant d’être connu, Leo Bud Welch vend ses cassettes autoproduites à la sortie des églises.
Sa situation va changer au moment où il rencontre son gérant en 2013, Venice Lawrence Varnado qui est déterminé à faire connaître le talent de Leo Bud Welch. Varnado revient de la guerre du Golfe et il inscrit Welch dans plusieurs festivals et clubs dans le Sud. Puis, il invite Leo à jouer à son anniversaire. Pendant cette fête, Varnado filme Welch à son insu. Varnado envoie cette vidéo à Fat Possum Records qui suggère que Leo Bud Welch enregistre pour l’étiquette Big Legal Mess Records. Ainsi, à 81 ans, Welch commence sa carrière d’enregistrement d’album et il sort son premier album Sabougla Voices (en) en 2014 sur l’étiquette Fat Possum Records. Ce disque est acclamé mondialement et la vie de Leo Bud Welch va changer et le « propulser en pleine lumière». Il passe ainsi de l’ombre à la lumière, de l’homme inconnu à un des artistes de blues originaux le plus commercialisés.
Grâce à son succès, l’année suivante, le 24 mars, il sort un deuxième album I Don't Prefer No Blues (en) sur l’étiquette Big Legal mess,,.
Soudainement, Leo Bud Welch, âgé de plus de 80 ans, lui qui n’avait jamais quitté le Mississippi, se retrouve à parcourir les États-Unis en tournée, et à prendre l’avion pour performer dans des festivals dans plus de 40 pays, dont le Canada, la France et plusieurs autres pays d’Europe.
Après cette tournée à travers le globe, il participe au documentaire sur lui : Late Blossom Blues (de). Ce film reçoit 8 nominations pour divers prix en gagnant, entre autres, le prix du Meilleur documentaire de musique à l’Arizona International Film Festival et le prix du Meilleur documentaire international au Festival international du film de Naples.
En 2017, un CD et DVD live (compilation) Live at Iridium sortent. Dans la dernière année de sa vie, il prépare son troisième album, mais il tombe malade en juillet l’obligeant à annuler tout, même ses concerts. Il décède le 19 décembre 2017  dans sa maison à Bruce Mississippi. Le disque paru à titre posthume en 2019 contient 10 pistes, et porte le nom de The Angels in Heaven Done Signed My Name. Ce disque a été choisi l’album de blues favoris par AllMusic.
Ce qui qualifie Leo Bud Welc c’est qu’il pouvait jouer du gospel (les mots de Dieu) et le blues (la musique du Diable) avec le même succès : « The single most incredible and unique attribute of Leo’s life as an artist is the fact that he could play gospel music (The Lord’s music) and blues (the Devil’s music) both with success simultaneously»

## Filmographie
- 2017 : Late Blossom Blues ; réalisé par Wolfgang Pfoser-Almer et Stefan Wolner ; film portant sur Leo Bud Welch[16].
- 2017 : The King (en) (sur Elvis Presley), réalisé par Eugene Jarecki ; Leo Bud Welch y fait une apparition en tant que lui-même[17].

## Discographie

### Albums
- 2014 : Sabougla Voices (en) ; étiquette : Big Legal Mess Records/Fat Possum Records.
- 2015 : I Don't Prefer No Blues (en); étiquette: Big Legal Mess Records.
- 2017 : Live at Iridium; compilation ; étiquette Cleopatra.
- 2017 : The Final Session ; étiquette Cleopatra Blues.
- 2019 : The Angels in Heaven Done Signed My Name ; étiquette: Easy Eye Sound.

### Singles
- 2019 : Don't let the Devil Ride (traditionnel); étiquette: Easy Eye Sound
- 2021 : I Come to Praise His Name (traditionnel); étiquette: Easy Eye Sound

## Prix pourLate Blossom Blues
- 2017 : prix du Board of Directors, North Carolina Film Awards
- 2017 : meilleur documentaire de musique, Northeastern Ohio International (NEO) Film Festival
- 2018 : prix Audience Award, au Festival international du film de Naples